# Shoutbox
Une shoutbox (anglicisme pour « boîte à commentaires », littéralement « boîte à cris ») est un système de messagerie instantanée, généralement codé en JavaScript, intégré dans une page Web qui permet aux gens de laisser des messages sur un site Internet sans avoir besoin de s'enregistrer. C'est aussi un outil très rapide, compte tenu du fait que la boîte est déjà prête, il suffit d'écrire le message et de cliquer sur le bouton d'envoi.
L'administrateur du site peut supprimer les messages injurieux et les « floods », identifier l'adresse IP des personnes ayant posté les messages et, éventuellement, prendre des mesures de bannissement pour leurs auteurs.